# Trentepohlia (Mongoma) australasiae
Trentepohlia (Mongoma) australasiae is een tweevleugelige uit de familie steltmuggen (Limoniidae). De soort komt voor in het Australaziatisch gebied.